# 細川博昭
細川 博昭（ほそかわ ひろあき、1961年 ‐ ）は、日本のライター、鳥研究家。
岩手県生まれ。1984年上智大学理工学部物理学科卒業。1996年より飼鳥史の研究を始める。支倉槇人名義での著作もある。

## 著書
- 『よくわかる情報通信ネットワーク 「現状と将来像」から「仕組みと用語解説」までーこれだけ知っておけばもう十分』支倉槙人 こう書房 1995
- 『ネットワーク周遊ガイド インターネット&ニフティサーブ対応 銘酒&グルメ編』支倉槙人 技術評論社 1996
- 『ニフティ・フォーラムを3倍楽しむ本 電子会議・RT・ライブラリ活用の実践テクニック』支倉槙人 PHP研究所 1997
- 『大江戸飼い鳥草紙 江戸のペットブーム』吉川弘文館 歴史文化ライブラリー 2006
- 『眠れぬ江戸の怖い話』支倉槙人 こう書房 2007
- 『鳥の脳力を探る 道具を自作し持ち歩くカラス、シャガールとゴッホを見分けるハト』ソフトバンククリエイティブ サイエンス・アイ新書 2008
- 『科学ニュースがみるみるわかる最新キーワード800 過去5年間の記事をベースに未来予想をプラス』サイエンス・アイ新書 2009
- 『みんなが知りたいペンギンの秘密 なぜペンギンは北半球にいないの?寒さが苦手なペンギンもいるってホント?』サイエンス・アイ新書 2009
- 『身近な鳥のふしぎ 庭にくる鳥から街中、水辺、野山の鳥まで、魅惑的なさえずりと生態を楽しもう』サイエンス・アイ新書 2010
- 『ペットは人間をどう見ているのか イヌは?ネコは?小鳥は?』支倉槙人 技術評論社 知りたい!サイエンス 2010
- 『インコの心理がわかる本 セキセイインコとオカメインコを中心にひもとく』誠文堂新光社 2011
- 『インコに気持ちを伝える本 個性を見きわめて、もっとコミュニケーション!』誠文堂新光社 2012
- 『インコの食事と健康がわかる本 食べる、食べないの心理的ケアからエサ選びまで』誠文堂新光社 2012
- 『江戸時代に描かれた鳥たち 輸入された鳥、身近な鳥』ソフトバンククリエイティブ 2012
- 『知っておきたい自然エネルギーの基礎知識 太陽光・風力・水力・地熱からバイオマスまで地球にやさしいエネルギーを徹底解説!』サイエンス・アイ新書 2012
- 『宇宙をあるく』WAVE出版 2013
- 『マンガでわかるインコの気持ち インコの心がだいたい人間と同じってホント?遊んでほしい、かまってほしいときのサインは?』SBクリエイティブ サイエンス・アイ新書 2013
- 『インコの謎 言語学習能力、フルカラーの視覚、二足歩行、種属を超えた人間との類似点が多いわけ』誠文堂新光社 2015
- 『インコのひみつ』イースト新書Q 2016
- 『教養として知っておくべき20の科学理論 この世界はどのようにつくられているのか?』竹内薫監修 サイエンス・アイ新書 2016
- 『鳥を識る なぜ鳥と人間は似ているのか』春秋社 2016
- 『知っているようで知らない鳥の話 恐るべき賢さと魅惑に満ちた体をもつ生きもの』サイエンス・アイ新書 2017
- 『鳥が好きすぎて、すみません: 驚異の能力、人生の楽しみ方、鳥たちとの暮らしから教わったたくさんのこと』誠文堂新光社 2018
- 『鳥と人、交わりの文化誌』春秋社 2019
- 『長生きする鳥の育てかた: 愛鳥と末永く幸せに暮らす方法、教えます』誠文堂新光社 2021
- 『鳥を読む　文化鳥類学のススメ』春秋社 2023
- 『人も鳥も好きと嫌いでできている　インコ学概論』春秋社 2024
- 『インコ・オウムの心を知る本:愛鳥の気持ちに寄り添った、よりよい暮らしのために』緑書房 2024

### 共著・監修
- 『「最新」NIFTY SERVEの上手な使い方教えます 1997-1998』支倉槙人 監修 技術評論社 1995
- 『Yahoo!JAPAN公式ガイドブック』支倉槙人,木村伶著 ソフトバンクパブリッシング　1999
- 『飼い鳥困った時に読む本 病気・トラブル・飼育119番!』木村伶共著 誠文堂新光社 2006